# Puchar Europy Mistrzyń Krajowych siatkarek (1963/1964)
Puchar Europy Mistrzyń Krajowych 1964 – 4. sezon Pucharu Europy Mistrzyń Krajowych rozgrywanego od 1960 roku, organizowanego przez Europejską Konfederację Piłki Siatkowej (CEV) w ramach europejskich pucharów dla żeńskich klubowych zespołów siatkarskich "starego kontynentu".

## Drużyny uczestniczące
- Crvena zvezda Belgrad
- Galatasaray SK
- Slovan Olympia Wiedeń
- Dinamo Praga
- Lewski Sofia
- Dinamo Moskwa
- Újpest Dózsa
- AZS AWF Warszawa
- Tourcoing Sport
- SC Dynamo Berlin

## Rozgrywki

### Runda wstępna
| Data       | Drużyna 1             | Wynik | Drużyna 2           | Sety                |
| ---------- | --------------------- | ----- | ------------------- | ------------------- |
|            | Crvena Zvezda Belgrad | 3:0   | Galatasaray Stambuł | 15:13, 16:14, 15:13 |
|            | Crvena Zvezda Belgrad | 3:2   | Galatasaray Stambuł |                     |
|            |                       |       |                     |                     |
| 14.12.1963 | Slovan Olympia Wiedeń | 0:3   | Dynamo Praga        | 1:15, 2:15, 2:15    |
| 15.12.1963 | Slovan Olympia Wiedeń | 0:3   | Dynamo Praga        | 10:15, 5:15, 7:15   |

### Ćwierćfinał
| Data       | Drużyna 1        | Wynik | Drużyna 2             | Sety                           |
| ---------- | ---------------- | ----- | --------------------- | ------------------------------ |
| 15.12.1963 | Lewski Sofia     | 3:0   | Crvena Zvezda Belgrad | 15:8, 15:11, 15:0              |
| 22.12.1963 | Lewski Sofia     | 3:1   | Crvena Zvezda Belgrad | 15:7, 12:15, 15:9, 16:14       |
|            |                  |       |                       |                                |
| 15.12.1963 | Dinamo Moskwa    | 3:0   | Újpest Dózsa          | 15:4, 15:2, 15:10              |
| 22.12.1963 | Dinamo Moskwa    | 3:2   | Újpest Dózsa          | 15:7, 13:15, 10:15, 15:2, 15:3 |
|            |                  |       |                       |                                |
|            | AZS AWF Warszawa |       | Tourcoing Sport       |                                |
| 18.12.1963 | AZS AWF Warszawa | 3:0   | Tourcoing Sport       |                                |
|            |                  |       |                       |                                |
| 11.01.1964 | SC Dynamo Berlin | 3:0   | Dynamo Praga          | 15:8, 15:4, 19:17              |
|            | SC Dynamo Berlin | 3:1   | Dynamo Praga          | 16:18, 15:5, 15:5, 15:9        |

### Półfinał
| Data       | Drużyna 1        | Wynik | Drużyna 2        | Sety                     |
| ---------- | ---------------- | ----- | ---------------- | ------------------------ |
| 11.01.1964 | Dinamo Moskwa    | 3:0   | Lewski Sofia     | 15:12, 16:14, 15:6       |
| 25.01.1964 | Dinamo Moskwa    | 0:3   | Lewski Sofia     | 12:15, 6:15, 6:15        |
|            |                  |       |                  |                          |
| 29.01.1964 | SC Dynamo Berlin | 3:0   | AZS AWF Warszawa | 15:8, 15:8, 15:4         |
| 05.02.1964 | SC Dynamo Berlin | 1:3   | AZS AWF Warszawa | 10:15, 14:16, 15:9, 9:15 |

### Finał
| Data       | Drużyna 1    | Wynik | Drużyna 2        | Sety                     |
| ---------- | ------------ | ----- | ---------------- | ------------------------ |
| 20.02.1964 | Lewski Sofia | 3:0   | SC Dynamo Berlin | 15:12, 15:8, 16:14       |
| 07.03.1964 | Lewski Sofia | 1:3   | SC Dynamo Berlin | 11:15, 15:12, 5:15, 5:15 |

## Klasyfikacja końcowa
| Miejsce | Drużyna          |
| ------- | ---------------- |
| złoto   | Lewski Sofia     |
| srebro  | SC Dynamo Berlin |
| 3-4.    | Dinamo Moskwa    |
| 3-4.    | AZS AWF Warszawa |